# Benito Juárez (gemeente in Quintana Roo)
Benito Juárez is een gemeente in de Mexicaanse deelstaat Quintana Roo. De hoofdplaats van Benito Juárez is Cancún. Benito Juárez heeft een oppervlakte van 1663 km².
Benito Juárez heeft 628.306 inwoners, waarmee het qua inwoners de grootste gemeente van Quintana Roo is. 54.695 (2000) inwoners spreken een inheemse taal, waarvan Maya met 50.734 het meeste sprekers heeft.
De gemeente is genoemd naar de negentiende-eeuwse liberale president Benito Juárez. Plaatsen in Benito Juárez zijn naast Cancun Puerto Juárez, Puerto Morelos en Alfredo V. Bonfil.
Bacalar · Benito Juárez · Cozumel · Felipe Carrillo Puerto · Isla Mujeres · José María Morelos · Lázaro Cárdenas · Othón P. Blanco · Puerto Morelos · Solidaridad · Tulum
- Library of Congress Control Number: n85123266
- Nationale Bibliotheek van Israël: 987007562203305171
- Virtual International Authority File: 132588108
- WorldCat: E39PBJppDWh6gjbxcJfMth89jC